# Юзеф Саре
Юзеф Саре (Józef Sare, також Saare, Sarre; 1 жовтня 1850 Хоровиці — 23 березня 1929 Краків) — польський архітектор, віце-президент Кракова, посол до Галицького сейму.

## Біографія
Народився 1 жовтня 1850 року в єврейській родині в селі Хоровиці Малопольського воєводства. Низка джерел подає неправильну дату народження — 20 листопада. Син краківського будівничого Саломона Саре і Даніелі з Кляйнбергерів. У Кракові закінчив середню школу. 1863 року у свого дядька Шимона Саре в селі Пшегіня Духовна працював при виготовленні амуніції для учасників січневого повстання. Через це мав проблеми з австрійською владою. Ув'язнення в Куфштайні вдалось уникнути завдяки заступництву дядька.
Вищу освіту здобував спочатку у краківському Інституті технічному (1861—1867), а згодом у Відні. 1868 року вступив на Службу державного будівництва як будівельний практикант. Згодом призначений у будівельний відділ Намісництва. Працював при будівництві Західногалицької залізниці, спорудженні мосту на Віслоці. 1880 року переїхав до Кракова. Там працював при делегатурі колишнього Намісництва, а згодом очолив її. Протягом 1902—1914 років чотири рази обирався членом міської ради від курії інтелігенції. 28 червня 1905 року обраний віце-президентом Кракова. Переобраний у 1908, 1911, 1914 роках (останній раз — одноголосно). Загалом обіймав посаду віце-президента без перерви 24 роки до самої смерті. 1907 року від Краківської торгово-промислової палати обраний послом до Галицького крайового сейму у Львові. Згодом обирався ще тричі і пробув послом до 1914 року. Належав до п'яти сеймових комісій.
Член Краківського технічного товариства. Три роки очолював його, іменований почесним членом. Від 1878 року належав також до львівського Політехнічного товариства, 1880 року входив до його правління, де виконував функцію заступника секретаря, а 1929 року іменований почесним членом. Був президентом наглядової ради Краківської трамвайної спілки, а також Житлової спілки. 1914 року входив до Чільного народного комітету, брав участь у творенні Легіонів польських. 1917 року у чині радника двору залишив державну службу. Того ж року відзначений Командорським хрестом цісаря Франца-Йосифа. 1926 року — Кавалерським хрестом Ордену Відродження Польщі. Російський уряд нагородив Саре Орденом Святого Станіслава II класу.
Ще як практикант служби державного будівництва працював при спорудженні мосту на ріці Віслока і при будівництві Західногалицької залізниці. Пізніше у намісництві був задіяний при будівництві гімназії в Тарнові і в'язниці у Львові на вул. Галицькій (тепер вул. Князя Романа). Працюючи у Сеймі, опікувався зокрема спорудженням психіатричного закладу в Кобежині. Автор проектів низки споруд у Кракові. Це зокрема споруда Collegium Medicum при вулиці Гжегужецькій, 16 (1893—1896); гімназія ім. Яна Собеського на вулиці Собеського, 9 (1896—1898); гімназія Новодворського, колишня св. Анни (1899); психіатрична клініка на вулиці Коперника, 48[джерело?]; Collegium Agronomicum при алеї Міцкевича, 21 (1908–1911). Щодо авторства проектів двох гімназій існує однак альтернативна позиція Габріеля Невядомського, який стверджує, що Саре лише виконав проект на базі ескізів із Відня, а також керував їх будівництвом. Саре справді спорудив багато об'єктів у Кракові за проектами інших архітекторів. Зокрема за проектом Станіслава Цехановського — школа реальна на вул. Сверчевського, 12 (1893—1895); хірургічна клініка на вулиці Коперника, 40 (1896–1898) і офтальмологічна за тією ж адресою (1897—1899). За проектом Ігнаци Венцля — клініка внутрішніх хвороб на вулиці Коперника, 15 (1897—1900). За проектом Альфреда Броневського — дім Староства на вулиці Баштовій, 22 (1898—1900). Брав участь у роботах зі створення Великого Кракова — реалізував приєднання Подгужа і сусідніх гмін. Причетний до розбудови водогону, створення Вольського парку, краківської електростанції, санітарних закладів, закладів очистки міста, газового заводу.
Член журі низки архітектурних конкурсів. Зокрема проектів будинку Торговельно-промислової палати у Львові (1907), генплану «Великого Кракова» (1910), готелю «Брістоль» у Кракові (1912), споруд архітектурної виставки 1912 року у Кракові, будівлі Гірничої академії у Кракові (1913), проектів регуляції вулиці Вольської у Кракові (1914), будівель дирекції пошти і Поштової ощадної каси у Кракові (1922), будинку Каси хворих у Кракові (1925). Входив до складу комісії, яка до 1905 року опікувалась будівництвом дому Лікарського товариства на вул. Радзивілловській, 4 у Кракові. А також комісії, яка наглядала у 1905—1905 роках за будівництвом дому Технічного товариства на вулиці Страшевського, 28 у Кракові. Заступник голови Ощадної каси Кракова. Заслугою Саре стало придбання гміною Кракова вугільних копалень у Явожно, каменоломень у Берестовці та Менкині.
Займався справами міста навіть в останні дні, будучи тяжко хворим. Помер у Кракові 23 березня 1929 року. Похований на єврейському цвинтарі на вулиці Мьодовій. Похорон супроводжувала багатотисячна процесія. Того ж року магістрат створив фонд ім. Юзефа Саре, розміром 50 тис. зл. Відсотки з якого були призначені на щорічні стипендії для студентів-медиків і техніків — одного римо-католика і одного юдея. Іменем Саре названо вулицю, бічну від вулиці св. Гертруди у дільниці Старе місто у Кракові. У Краківському національному музеї зберігається олійний портрет Юзефа Саре, авторства Яцека Мальчевського.